# Illa Raoul

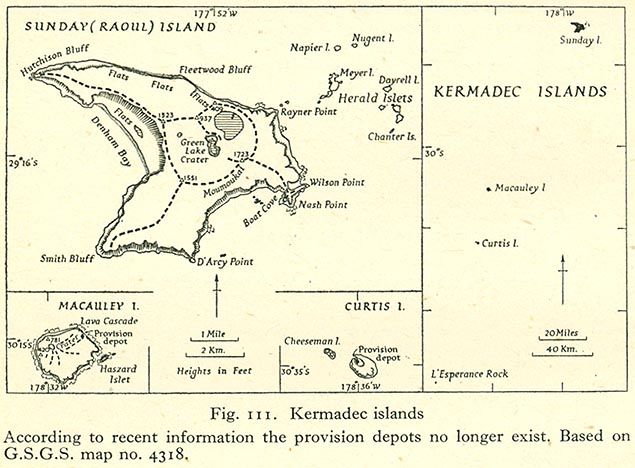
Mapa de les Illes Kermadec amb l'illa Raoul

L'illa Raoul, en idioma maori: Rangitahua, en anglès: Raoul Island (Sunday Island), és la més extensa i la més al nord de les Illes Kermadec, (situada a 29° 15′ S, 177° 55′ O / 29.250°S,177.917°O, a 900 km al SSW d''Ata de Tonga i a 1.100 km al NNE d Nova Zelanda), ha estat escenari de vigoroses erupcions volcàniques explosivs durant els darrers passats milers d'anys. El seu punt més alt és Moumoukai Peak, a 516 m. Ocupa una superfície de 29,25 km².

## Història
Hi va haver assentaments prehistòrics però l'illa estava deshabitada en el moment del seu descobriment per part de mariners occidentals (1854). Fins a l'any 1937 s'hi va mantenir una estació meteorològica i de ràdio per art de personal de Nova Zelanda.

## Geografia

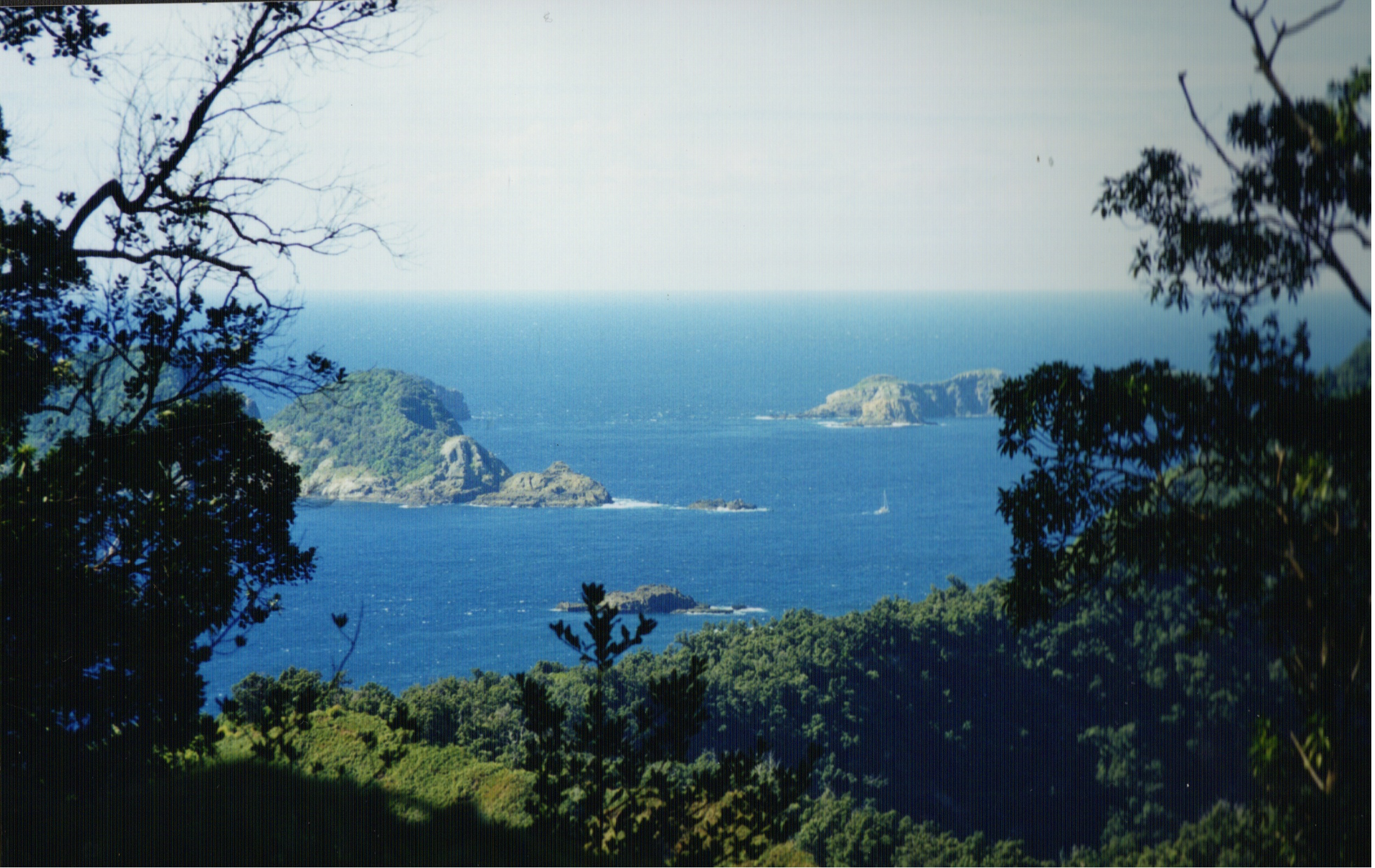
Raoul Island

Dues calderes de l'Holocè es troben a Raoul.
Hi ha tres llacs petits (Blue Lake, Green Lake i Tui Lake)
Raoul té un clima subtropical humit (temperatura mitjana anual de 19, 5 °C i pluviometria de 1.558 litres)

## Flora i fauna
Raoul forma part de l'ecoregió dels boscos subtropicals humits de les Illes Kermadec i està coberta principalment per pōhutukawa (Metrosideros kermadecensis) i nikau palm (Rhopalostylis baueri, anteriorment descrit com Rhopalostylis cheesemanii). Els cocoters no hi sobreviuen per manca de calor. No té mamífers terrestres autòctons i abans tenia grans colònies d'ocells marins i havia tingut una subespècie de Kereru. Entre els ocells autòctons actuals s'inclouen Cyanoramphus novaezelandiae cyanurus, Pukeko i els Tui.
Els visitants polinesis hi introduïren la rata polinèsia al segle xiv i més tard la rata noruega ho va ser pels occidentals a més de gats i cabres. Les rates i gats van reduir molt les colònies d'ocells El  Department of Conservation de Nova Zelanda erradicà les rates i els gats entr 2002 i 2006.

Per part de voluntaris i del DOC es tracta d'erradicar també les moltes espècies invasores de plantes.

## Erupció del 2006
El 17 de març de 2006 a les 8:21 a.m. hi va haver una erupció volcànica del tipus estratovolcà amb un índex VEI 1, que va durar 40 segons al Green Lake. A conseqüència de l'erupció el DOC va decidir evacuar els cinc membres del seu equip a Auckland.